# يوسف فارغا
يوسف فارغا (بالرومانية: Iosif „Piți” Varga)‏ هو لاعب كرة قدم روماني في مركز الهجوم، ولد في 4 ديسمبر 1941 في بوخارست في رومانيا، وتوفي بنفس المكان في 22 مايو 1992. شارك مع منتخب رومانيا لكرة القدم. أما مع النوادي، فقد لعب مع دينامو بوخارست ونادي فوبرتال الرياضي.

## وصلات خارجية
- يوسف فارغا على موقع قاعدة بيانات كرة القدم.إي يو (الإنجليزية)
- يوسف فارغا على موقع عالم كرة القدم.نت (الإنجليزية)